# Velîkîi Cerneatîn, Starokosteantîniv
Velîkîi Cerneatîn (în ucraineană Великий Чернятин) este localitatea de reședință a comunei Velîkîi Cerneatîn din raionul Starokosteantîniv, regiunea Hmelnîțkîi, Ucraina.

## Demografie
Componența lingvistică a localității Velîkîi Cerneatîn
     Ucraineană (98,4%)
     Rusă (1,37%)
     Alte limbi (0,11%)
Conform recensământului din 2001, majoritatea populației localității Velîkîi Cerneatîn era vorbitoare de ucraineană (98,4%), existând în minoritate și vorbitori de rusă (1,37%).